# Andrzej Kamiński (polityk)
Andrzej Kamiński (ur. 28 listopada 1958 w Dankowicach) – polski polityk, nauczyciel, urzędnik i samorządowiec, senator IX kadencji.

## Życiorys
W 1983 ukończył studia na Wydziale Maszyn Górniczych i Hutniczych Akademii Górniczo-Hutniczej w Krakowie. Pracował jako nauczyciel, a w latach 90. jako wizytator szkół zawodowych w Kuratorium Oświaty w Katowicach. Później został dyrektorem Zespołu Obsługi Placówek Oświatowych w Czechowicach-Dziedzicach.
Od 1998 do 2006 był radnym powiatu bielskiego. Wstąpił do Prawa i Sprawiedliwości, z listy tej partii w 2006, 2010 i 2014 uzyskiwał mandat radnego sejmiku śląskiego, w IV kadencji (2010–2014) pełnił funkcję jego wiceprzewodniczącego. Został również prezesem Akcji Katolickiej w diecezji bielsko-żywieckiej.
W wyborach parlamentarnych 2011 bezskutecznie kandydował z ramienia PiS na senatora w okręgu wyborczym nr 78 (zajął 2. miejsce). Podobnie uczynił w wyborach 2015 i tym razem został wybrany do Senatu IX kadencji, zdobywając 93 299 głosów (47,64%). W 2019 nie uzyskał senackiej reelekcji. W 2021 powołany na wicestarostę powiatu bielskiego, stanowisko to zajmował do końca kadencji w 2024. W 2023 kandydował z ramienia PiS do Sejmu. W 2024 ponownie uzyskał mandat radnego powiatu.